# 參究真我 (拉瑪那·馬哈希)

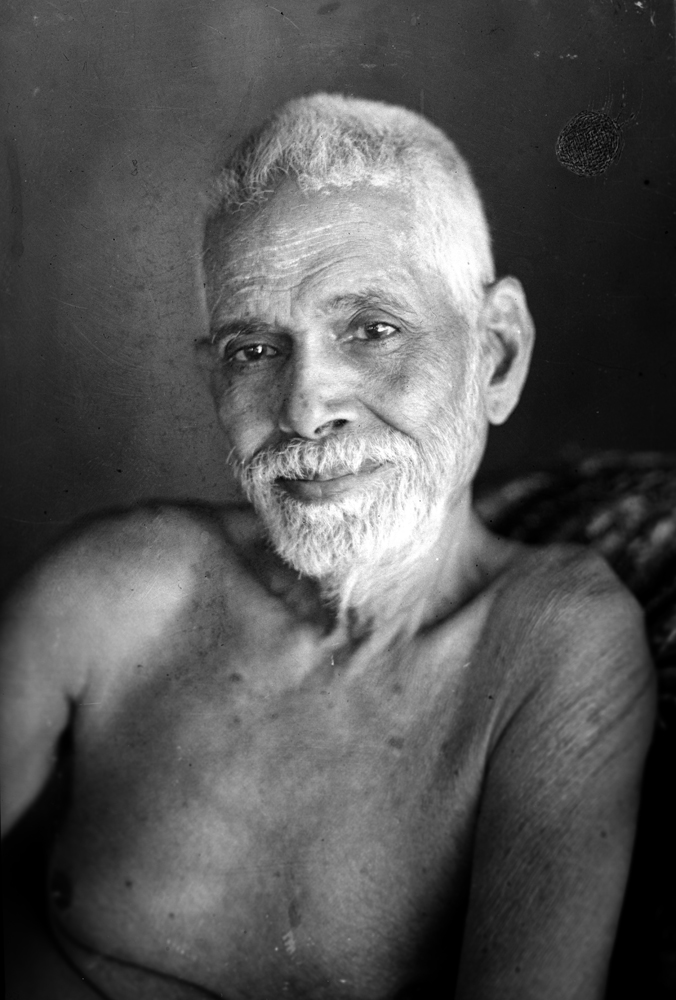
拉瑪那·馬哈希－提倡「參究真我」之法的印度上師

參究真我或探究真我，英文Self-enquiry，梵文vichara，也稱為jnana-vichara或)，乃恆定貫注在「我」之內在覺知或「我是」上，繼而認出虛幻的「我」之思維，拉瑪那·馬哈希推崇此法最為有效、直接。
根據拉瑪那的教導，「我」之思維消失後，只會剩下「我之我」（I-I）或「真我之覺知」（Self-awareness），這將帶來「輕而易舉的存在覺知」（effortless awareness of being），待在這種狀態，這個「我之我」將逐漸消解造成「我」之思維升起的業緣或習氣（業的印痕），最終「我」之思維不再升起，證得了悟真我或解脫。

## 實修

### 追著那個「我」不放
拉瑪那給出的優波提舍（上師給弟子的教導或指引）直指弟子的真我，為他們指出真實本在其中。長期追隨他的虔誠弟子－作家David Godman解釋到：
拉瑪那建議參究真我的初學者將他們的注意力放在內在「我」的感覺上，盡可能的維持住那個感覺，越久越好。如果他們被其他念頭打斷而分心，無論何時，他們覺知到自己的注意力開始渙散時，那就再重新覺知「我」之思維。他建議以各種輔助方式拉長這個過程－人們可以自問「我是誰」或「我從哪裡來」－但終極目標卻是連續不斷地覺知到那個擔負身心所有活動責任的「我」。
任何時候都能依此法修習參究真我：
參究真我不應被視為某種只能在特定時刻、特定地點修習的冥想法；它應是人們清醒時都能連續不斷進行的，不論他們正在做什麼。馬哈希也看不出工作和參究真我有何衝突可言，因為到了最後一個人只需費少許心力，便能在任何場合下維持在這種狀態。雖然如此，他還是建議初學者（一天中）最好有固定的正式修習時段，但他未曾倡導長時間的靜坐冥想，相反的，每當有任何弟子表達想拋棄世俗活動、潛心冥修的渴望時，他總不表贊同。

### 真我即覺知
拉瑪那說真我即覺知：
真相是，真我是恆常不間斷的覺知。參究某客體是為了要發覺真我的真正本質即「覺知」。一個人得參究到感知（主客體間的）分離為止。
放掉非我的覺知，即能導向純然的覺知：
你即是覺知。覺知是你的另一個名字。既然你是覺知，那就沒有必要去達成或培養覺知了。你只需要停止覺知其他事情，即放掉非我。一個人若能停止覺知非我，那麼，純然的覺知就會留下，那就是真我。